# Edward Możejko
Edward Możejko (* 1932) ist ein polnischer Literaturwissenschaftler.
Możejko emigrierte 1968 nach Kanada. Bis 1998 war er Professor für Slawistik an der University of Alberta. Er unterrichtete außerdem an der Universität Aarhus, der Universität Hokkaidō in Sapporo und der Jagiellonen-Universität. Das Spezialgebiet Możejkos ist die slawische Literatur des 20. Jahrhunderts. Sein Buch Der sozialistische Realismus : Theorie, Entwicklung und Versagen einer Literaturmethode, das 1977 in deutscher Sprache erschien, gilt als erste bedeutende westliche Monographie zum Thema Sozialistischer Realismus. Von 1991 bis 2002 war er Herausgeber der vierteljährlich erscheinenden Canadian Slavonic Papers.
Insgesamt veröffentlichte Możejko etwa 250 Studien und Monographien u. a. über Wassili Pawlowitsch Aksjonow, Czesław Miłosz und Tadeusz Konwicki sowie die bulgarischen Schriftsteller Jordan Jowkow und Iwan Wasow. Die St.-Kliment-Ohridski-Universität Sofia zeichnete ihn mit einem Ehrendoktortitel aus. Paul Duncan Morris gab 2002 die ihm gewidmete Sammlung A World of Slavic Literatures: Essays in Comparative Slavic Studies heraus.